# Reigate
Reigate este un oraș în comitatul Surrey, regiunea South East England, Anglia. Orașul se află în districtul Reigate and Banstead a cărui reședință este. Împreună cu orașul alăturat Redhill, Reigate formează o zonă urbană comună.

## Personalități marcante
- John Foxe (1516/1517 – 1587), martirolog;
- William Harrison Ainsworth (1805 – 1882), scriitor;
- Francis Frith (1822 – 1898), fotograf;
- Edward Frankland (1825 – 1899), chimist;
- Henry Mayo Bateman (1887 – 1970), artist umorist și caricaturist;
- Arthur Clifford Michelmore CBE (1919 – 2016), producător de televiziune;
- Polly Maberly (n. 1976), actriță;
- Max Chilton (n. 1991), pilot de Formula 1.